# Glympis cumulalis
Glympis cumulalis là một loài bướm đêm trong họ Erebidae.